# Dej
Dej (in ungherese Dés, in tedesco Burglos o Desch) è un municipio della Romania di 38610 abitanti, ubicato nel distretto di Cluj, nella regione storica della Transilvania.

## Geografia fisica
Il comune dista 60 km dal capoluogo Cluj Napoca ed è situato ai margini delle colline Florilor alla confluenza del Someşul Mare col Someşul Mic.
Fanno parte dell'area amministrativa anche le località di Ocna-Dejului, Peştera, Pintic e Şomcutu Mic.

## Storia
Il primo documento storico che segnala la città è datato 1061 ed è lì chiamata Dees. Nei pressi esistono miniere di sale note fin dall'epoca Dacica. La prima fortificazione fu costruita tra il 1214 e il 1235 in tempo per l'invasione dei Tatari (1241). In epoca medievale e moderna l'economia della città è legata all'esportazione del sale, al cui scopo fu anche costruito un piccolo porto sul Someşul Mare.
Dal punto di vista amministrativo all'epoca del Regno d'Ungheria fu capoluogo del comitato di Szolnok-Doboka e tra il 1920 e il 1940 del Distretto di Someş nella neonata Romania

## Società

### Evoluzione demografica
Nel 1850 la popolazione totale era di 4196 residenti, di cui 2786 ungheresi, 1037 romeni, 140 rom, 85 tedeschi e 148 di altre etnie. Al censimento del 1910 risultavano 11.451 residenti (7991 ungheresi, 2911 romeni, 445 tedeschi e 104 di altre nazionalità), mentre nell'ultimo censimento (2002) i residenti erano 38.478 facendo di Dej la terza città per popolazione del Distretto di Cluj
Evoluzione della  popolazione nei censimenti: